# Нела, Себастьяно
Себастьяно Нела (итал. Sebastiano Nela; род. 13 марта 1961, Рапалло, Лигурия) — итальянский футболист, выступал на позиции защитника. Известен по выступлениям за клуб «Рома», а также национальную сборную Италии. Чемпион Италии и трёхкратный обладатель Кубка Италии.

## Клубная карьера
Воспитанник футбольной школы клуба «Дженоа». Профессиональную футбольную карьеру начал в 1978 году в основной команде этого же клуба, проведя там три сезона, приняв участие в 70 матчах чемпионата.
Своей игрой за эту команду привлек внимание представителей тренерского штаба клуба «Рома», к составу которого присоединился в 1981 году. Сыграл за «волков» следующие одиннадцать сезонов своей игровой карьеры. В составе «Ромы» завоевал титул чемпиона Италии, трижды становился обладателем Кубка Италии, а также выходил в финалы Кубка европейских чемпионов в 1984 году и Кубка УЕФА в 1991 году.
Завершил профессиональную игровую карьеру в клубе «Наполи», за которую выступал в течение 1992—1994 годов.

## Международная карьера
В течение 1981—1982 годов привлекался в состав молодёжной сборной Италии. На молодёжном уровне сыграл в 5 официальных матчах.
В 1984 году дебютировал в официальных матчах в составе национальной сборной Италии. В составе сборной был участником чемпионата мира 1986 года в Мексике, но ни разу не выходил на поле.

## Достижения
- Чемпион Италии:
  - «Рома»: 1982/83
- Обладатель Кубка Италии:
  - «Рома»: 1983/84, 1985/86, 1990/91